# Carena de l'Obaga
La Carena de l'Obaga és una serra situada als municipis d'Avinyó a la comarca de Bages i de Santa Maria de Merlès a la del Berguedà, amb una elevació màxima de 554 metres.